# (6736) Lièvredemars
(6736) Lièvredemars, désignation internationale (6736) Marchare, est un astéroïde de la ceinture principale.

## Description
(6736) Lièvredemars est un astéroïde de la ceinture principale. Il fut découvert par Takeshi Urata le 1er mars 1993 à l'observatoire de Nihondaira. Il présente une orbite caractérisée par un demi-grand axe de 2,402 UA, une excentricité de 0,165 et une inclinaison de 3,09° par rapport à l'écliptique.

## Nom
Il fut nommé en hommage au personnage du Lièvre de mars dans le roman Les Aventures d'Alice au pays des merveilles de Lewis Carroll.

## Compléments